# Disciples (zespół producencki)
Disciples, zapis stylizowany: DISCIPLΞS – brytyjska grupa producentów z południowego Londynu w składzie - Nathan V Duvall, Gavin Harryman Koolmon oraz Luke Anthony McDermott. Tworzą muzykę w stylu house deep house.
Zespół jest najbardziej rozpoznawalny dzięki wspólnemu z Calvinem Harrisem singlowi „How Deep Is Your Love”, który w Polsce zdobył certyfikat trzykrotnie diamentowej płyty.

## Dyskografia

### EP-ki
- 2013: Remedy EP
- 2014: Poison Arrow EP
- 2015: The Following EP

### Single
- 2014: „Catwalk”, „They Don't Know”
- 2015: „How Deep Is Your Love” (+ Calvin Harris), „Mastermind”, „Flawless”
- 2016: „Yellow” (+ Robin Schulz)
- 2016: „No Worries” (+ David Guetta)
- 2017: „On My Mind” – złota płyta w Polsce[2]
- 2017: „Jealousy”